# Mattress Firm
Mattress Firm est une entreprise américaine spécialisée dans la vente de matelas.
L'action était coté NASDAQ avec le code MFRM avant son rachat par Steinhoff en 2016.

## Histoire
En août 2016, Steinhoff International annonce l'acquisition de Mattress Firm, une entreprise américaine de vente de literie, pour 3,8 milliards de dollars.
En novembre 2018, Mattress Firm sort de faillite après être y être entré 2 mois plutôt, et annonce la fermeture de 660 magasins mais gardant 2 600 magasins.